# Sonic the Hedgehog (IDW Publishing)
Sonic the Hedgehog — серия американских комиксов, издающаяся с апреля 2018 года компанией IDW Publishing и основанная на серии одноимённых компьютерных игр. Является третьей лицензированной итерацией комиксов, основанной на интеллектуальной собственности Sonic the Hedgehog от Sega, после Sonic the Comic издательства Fleetway Productions и одноимённой серии комиксов издательства Archie Comics.
В 2020 году издательство «Эксмо» в России начало выпускать комиксы под названием «Sonic. Комикс». Перевод с английского Анны Толубаевой, под редакцией Дмитрия Сыендука и русский леттеринг Антона Рогозина.

## История
21 июля 2017 года издательство IDW Publishing заявило о заключении сделки с Sega на выпуск новой серии комиксов о Сонике после прекращения выпуска предыдущей одноимённой серии комиксов, которая издавалась Archie Comics на протяжении 24 лет. Новая серия комиксов началась с четырёхнедельного ивента, на котором каждую неделю в апреле 2018 года выходили первые четыре выпуска. Затем, с мая 2018 года, последующие выпуски стали выходить ежемесячно. Позже было подтверждено, что к работе вернётся сценарист одноимённой серии комиксов от Archie Comics Ян Флинн в качестве ведущего сценариста серии, а также художник Тайсон Хессе.
Во время New York Comic Con 2017 Ян Флинн подтвердил, что в серии появятся старые и новые персонажи, намекнув, что, возможно, вернутся герои из игр и оригинальных комиксов. В январе 2018 года IDW заявила, что Трейси Ярдли, который изначально работал над одноимённой серией комиксов издательства Archie Comics, вернётся к работе в качестве одного из художников.
14 апреля 2020 года было объявлено, что Эван Стэнли, один из художников серии, станет её сценаристом.
28 июня 2020 года было объявлено, что в следующем месяце два оригинальных персонажа серии, лемур Тангл и волчица Виспер, появятся в мобильной игре Sonic Forces: Speed Battle в рамках игрового ивента, а также по этому поводу был выпущен мерчендайз, который также включал в себя и мягкие игрушки.

## Сюжет
После событий Sonic Forces Эггман таинственно пропал, а остатки его армии Бадников бродят вокруг и нападают на людей. Когда Бадники становятся более организованными и сильными, Соник решает провести расследование. С помощью Хаотиксов он обнаруживает, что Эггман потерял память и принял более дружелюбное прозвище Мистер Тинкер, Соник решает отпустить их и обнаруживает, что за нападениями стоит Нео Метал Соник, который замышляет захватить мир вместо Эггмана. В то время как Соник и его друзья сражаются с Нео Метал Соником и его армией на острове Ангелов, доктор Старлайн похищает мистера Тинкера и пытается вернуть ему прежнее имя, что в конечном итоге происходит, когда побеждённый Метал Соник возвращается после ремонта Тейлза. Эггман делает Старлайна своим помощником, когда приступает к работе над новым планом.
В мини-серии Tangle and Whisper Тэнгл помогает Виспер выследить осьминога-перевёртыша по имени Мимик, который предал старую команду Виспер, «Алмазные огранщики». Им удаётся арестовать его, и он оказывается в тюрьме.
Следующий план Эггмана включал в себя Метал Вирус, который превращает органический материал в безмозглых роботов, прозванных «зомботами». Метал Вирус быстро мутирует, выходя из-под его контроля, заражая Соника и его друзей. Старлайн приводит Зети в надежде, что они смогут контролировать зомботов, но Зети предают его, желая присвоить мир себе. Уволив Старлайна, Эггман и Метал Соник укрываются вместе с Соником и его друзьями на острове Ангелов, помогая им победить Зети и собирать Изумруды Хаоса. Лидер группировки Зети, Завок, вторгается на остров Ангелов, но Соник и Сильвер принимают свои суперформы, побеждают его и уничтожают Метал Вирус, излечивая мир.
В мини-серии Bad Guys Старлайн, надеясь завоевать мир и вернуть уважение Эггмана, вызволяет из тюрьмы Рафа, Тэмбла, Мимика и Завока и заручается их помощью в налёте на завод Эггмана Power Core и Eggnet Hub. Мимик и Завок узнают, что Старлайн планирует избавиться от них после этого, раскрыв свой обман Рафу и Тэмблу. Старлайн сбегает, используя свой новый Трикор, который может усиливать множество способностей, и злодеи расстаются, пока Эггман атакует их. После этого Старлайн отрекается от Эггмана и решается завоевать мир только для себя.
Исследуя базу Эггмана, Соник и Тейлз обнаруживают Белль, волевого Бадника, которого Эггман создал, когда он ещё был Мистером Тинкером. Тем временем Эми, Руж и Крим пытаются выиграть детали для восстановления E-123 Omega, заставляя Чиз участвовать в гонках Чао. Группа узнаёт от Шэдоу, что у чемпиона, Клатча, есть избыток частей Бадника, и он жестоко обращается со своим проигравшим Чао. Старлайн похищает Тейлза и Руж для исследования, но Соник и Белль освобождают Чао и побеждают Старлайна, когда его погребает лавина. Вскоре после этого Завок воссоединяет Смертельную Шестёрку и нападает на базу Соника и его друзей, но в результате поражения депортируется на свою родную планету, Lost Hex. Старлайн также похищает Белль, но её спасают Хаотиксы. После восстановления мира Эми, Тэнгл, Джуэл и Белль отдыхают в природном парке, который был таинственным образом подожжён. Во время эвакуации туристов они находят дружелюбного мотожука, созданного мистером Тинкером, которого позже прозвали Мотобуд, с прощальным посланием для Белль внутри. После этого Хаотиксы были наняты для расследования хаоса в Централ-Сити, что приводит к встрече с Рафом и Тэмблом, которые были наняты Клатчем, и выясняется, что он планирует восстановить свою империю. В результате Вектор уничтожает всю свою коллекцию Бадников, а Клатч вместе с Рафом и Тэмблом сбегают.
В мини-серии Imposter Syndrome Старлайн с помощью собранных им биоданных создаёт Сурж и Кита, двух киборгов, подражающих Сонику и Тейлзу, и которые были ответственны за лесной пожар. Он подвергает их интенсивным тренировкам и стирает их память всякий раз, когда они сомневаются в своей личности и в том, почему они хотят победить Соника и Тейлза. Пока друзья Соника разбираются с хаосом, который они посеяли, Сурж и Кит, подозревая мотивы Старлайна, выясняют их происхождение; не найдя никаких следов своего прошлого, они поклялись уничтожить всех героев и злодеев.
Старлайн, Сурж и Кит захватывают штаб-квартиру Эггмана, Eggperial City, но он наносит ответный удар и в конце концов побеждает Старлайна, оставляя его умирать под обломками. В то же время Соник, Тейлз и Белль приходят на разведку, и Сурж и Кит нападают на них из засады, но терпят поражение: Сурж падает в мусоропровод, а Кит случайно теряет сознание. Соник, Тейлз и Белль спасают Кита и пытаются сбежать, но их загоняют в угол роботы Эггмана.

## Издания

### Основные
| Название                              | Номер | Даты публикаций                 | Примечание |
| ------------------------------------- | ----- | ------------------------------- | --- |
| Sonic the Hedgehog                    | 1—    | 4 апреля 2018 — настоящее время | Еженедельные публикации начались в апреле 2018 года, а затем стали ежемесячными в мае 2018 года. Соник, Тейлз и друзья сражаются с силами доктора Эггмана и других врагов. Действие сериала разворачивается после событий Sonic Forces.                                                                |
| Sonic the Hedgehog: Tangle & Whisper  | 0—4   | 24 апреля — 11 декабря 2019     | Мини-серия и спин-офф основной серии, в котором рассказывается о приключениях двух любимых фанатами персонажей основного сериала — лемура Тангла и волчицы Виспер. Комикс-приквел был выпущен в апреле 2019 года, а серия дебютировала в июле 2019 года и в общей сложности состояла из пяти выпусков. |
| Sonic the Hedgehog: Bad Guys          | 1—4   | 7 октября — 16 декабря 2020     | Мини-серия и спин-офф основной серии, в центре которого — доктор Старлайн и его злодейская команда, состоящая из Завока, Мимика, Рафа и Тэмбла. |
| Sonic the Hedgehog: Imposter Syndrome | 1—4   | 17 ноября 2021 — 11 мая 2022    | Мини-серия и спин-офф основной серии, посвящённый доктору Эггману и доктору Старлайну, а также новым антагонистическим персонажам — тенреку Суржу и фенеку Кицунами (или же Киту). |
| Sonic the Hedgehog: Scrapnik Island   | 1—4   | 19 октября 2022 —               | Мини-серия и спин-офф основной серии, посвящённый Сонику и Тейлзу, пойманными в ловушку на острове, наполненном выведенными из строя Бадниками. |

### Ваншоты
| Название                                           | Дата публикации | Примечание |
| -------------------------------------------------- | --------------- | --- |
| Team Sonic Racing                                  | 5 декабря 2018  | Приквел к игре Team Sonic Racing 2019 года.                                                                      |
| Sonic the Hedgehog Annual 2019                     | 1 мая 2019      | Ежегодное издание, содержащее 5 новых историй.                                                                   |
| Sonic the Hedgehog Halloween ComicFest 2019        | 26 октября 2019 | Специальное издание, прирученное к Halloween ComicFest, содержащее переиздание Fallout Part 1.                   |
| Sonic the Hedgehog Annual 2020                     | 8 июля 2020     | Ежегодное издание, содержащее 6 новых историй, действие которых происходит во время событий Саги о Метал Вирусе. |
| Sonic the Hedgehog 30th Anniversary Special        | 23 июня 2021    | Специальный односерийный комикс, посвящённый 30-летию серии Sonic the Hedgehog.                                  |
| Sonic the Hedgehog Free Comic Book Day 2021        | 14 августа 2021 | Специальное издание, прирученное ко Дню бесплатных комиксов.                                                     |
| Sonic the Hedgehog 2: The Official Movie Pre-quill | 5 апреля 2022   | Приквел к одноимённому фильму 2022 года.                                                                         |
| Sonic the Hedgehog Free Comic Book Day 2022        | 7 мая 2022      | Специальное издание, прирученное ко Дню бесплатных комиксов.                                                     |
| Sonic the Hedgehog Annual 2022                     | 17 августа 2022 | Ежегодное издание, содержащее 6 новых историй.                                                                   |

### Графические новеллы
| Название                                                        | Дата публикации | Примечание                                                                               |
| --------------------------------------------------------------- | --------------- | ---------------------------------------------------------------------------------------- |
| Sonic the Hedgehog 30th Anniversary Celebration: Deluxe Edition | 6 октября 2021  | Графическая новелла с участием классического Соника в рамках 30-летнего юбилея франшизы. |

### Репринты
- Sonic the Hedgehog Issue 1—4 Box Set (27 июня 2018) (сборник, состоящий из первых четырёх выпусков)
  - Sonic the Hedgehog Volume 1: Fallout! (18 сентября 2018) (репринт первых четырёх выпусков)
- Sonic the Hedgehog Volume 2: The Fate of Dr. Eggman (19 февраля 2019) (репринт 5—8 выпусков)
- Team Sonic Racing Plus Deluxe Turbo Championship Edition (ваншот) (22 мая 2019) (репринт истории, рассказанной в ваншоте Team Sonic Racing, которая также включает бонусный контент)
- Sonic the Hedgehog: Bonds of Friendship (2019) (эксклюзивная для Scholastic коллекция, состоящая из нескольких репринтованных выпусков серии комиксов о Сонике)
- Sonic the Hedgehog Volume 3: Battle for Angel Island (23 июля 2019) (репринт 9—12 выпусков)
- Sonic the Hedgehog Volume 4: Infection (3 сентября 2019) (репринт 13—16 выпусков)
- Sonic the Hedgehog: Tangle & Whisper Set (4 декабря 2019) (сборник, состоящий из четырёх выпусков данной мини-серии)
  - Sonic the Hedgehog: Tangle & Whisper (14 апреля 2020) (репринт всех четырёх выпусков данной мини-серии, а также Sonic the Hedgehog Annual 2019)
- Sonic the Hedgehog Volume 5; Crisis City (11 февраля 2020) (репринт 17—20 выпусков)
- Sonic the Hedgehog Volume 6: The Last Minute (23 июня 2020) (репринт 21—24 выпусков)
- Sonic the Hedgehog Volume 7: All or Nothing (8 декабря 2020) (репринт 25—29 выпусков)
- Sonic the Hedgehog Volume 8: Out of the Blue (30 марта 2021) (репринт 30—32 выпусков, включая Sonic the Hedgehog Annual 2020)
- Sonic the Hedgehog: Bad Guys (11 мая 2021) (репринт всех четырёх выпусков данной мини-серии)
- Sonic the Hedgehog Volume 9: Chao Races & Badnik Bases (11 января 2022) (репринт 33—36 выпусков)
- Sonic the Hedgehog: Sonic & Tails: Best Buds Forever (23 февраля 2022) (репринт историй из 1, 13, 34 и 35 выпусков)
- Sonic the Hedgehog Volume 10: Test Run! (22 марта 2022) (репринт 37—40 выпусков)

- Sonic the Hedgehog Volume 11: Zeti Hunt! (7 июня 2022) (репринт 41—44 выпусков)
- Sonic the Hedgehog Volume 12: Trial by Fire (13 сентября 2022) (репринт 45—49 выпусков)
- Sonic the Hedgehog Volume 13: Battle for the Empire (7 февраля 2023) (репринт 50—52 выпусков, включая Sonic the Hedgehog Annual 2022)

#### The IDW Collection
- Sonic the Hedgehog: The IDW Collection: Vol. 1 (8 июня 2021) (репринт 1—12 выпусков)
- Sonic the Hedgehog: The IDW Collection: Vol. 2 (15 марта 2022) (репринт 13—20 выпусков, включая Sonic the Hedgehog Annual 2019 и мини-серию Tangle & Whisper)
- Sonic the Hedgehog: The IDW Collection: Vol. 3 (март 2023) (репринт 21—32 выпусков, включая Sonic the Hedgehog Annual 2020)

## Критика
Джошуа Дэвисон из Bleeding Cool поставил первому выпуску оценку 6,5 из 10, похвалив арты и креативность сюжета, но раскритиковав характеристику Соника: «Соник — невыносимый персонаж… Он самодовольный, раздражающий и радикальный в том смысле, который был в 1990-х годах».
В рецензии Дастина Холланда на первый выпуск мини-серии «Imposter Syndrome» на сайте Comic Book Resources высоко оцениваются личности новых злодеев тенрека Сурж и фенека Кита, насыщенный действиями сюжет и достаточно выразительные арты.